# Linea di successione al trono di Württemberg

Lo stemma della monarchia del Württemberg.

La linea di successione al trono del Württemberg segue il criterio della legge salica.
La monarchia del Württemberg terminò nel 1918 al termine della prima guerra mondiale. L'ultimo sovrano fu Guglielmo II di Württemberg. Dopo la sua morte il pretendente al trono divenne Alberto di Württemberg. L'attuale capo della casa reale è Carlo, duca di Württemberg, nato nel 1936.

## Leggi di successione della Casa di Württemberg
Come la maggior parte delle dinastie tedesche, la Casa di Württemberg segue la legge salica, cioè esclude le donne dalla successione al trono, almeno fino all'estinzione dei rami maschili, unitamente al principio di primogenitura e a quello di parità dei matrimoni contratti.
A seguito delle guerre napoleoniche, la Casa di Württemberg conseguì importanti ingrandimenti territoriali con l'elevazione del capo della Casa allo status di principe elettore nel 1803 e di re nel 1806. Tali cambiamenti imposero una riorganizzazione delle norme della Casa nel 1803 e nel 1808. Nel 1819 venne promulgata una nuova costituzione che rimandava ad altra legge per la regolazione dei rapporti tra i membri della Casa e il suo capo e le disposizioni in materia di successione (art.18). La Königliches Hausgesetz dell'8 giugno 1828 prevede il principio di primogenitura maschile e il requisito di eguaglianza dei matrimoni (Ebenbürtigkeit). In caso di estinzione delle linee maschili, sono chiamati a succedere i parenti in vita più prossimi all'ultimo capo della Casa (maschi o femmine) discendenti da linee femminili.
Il criterio di Ebenbürtigkeit non è meglio definito né dalla legge del 1828 né dalla Costituzione del 1819. Secondo i costumi della Casa, si ritengono ammissibili, oltre ai matrimoni contratti con membri di Case sovrane, i matrimoni con esponenti di antiche famiglie principesche (altfürstlich) o comitali (altgräflich).

## Sovrani del Württemberg
- Federico I (1806-1816), primo re del Württemberg
- Guglielmo I (1816-1864)
- Carlo (1864-1891)
- Guglielmo II (1891-1918), ultimo re del Württemberg

## Pretendenti al trono del Württemberg
- Guglielmo II (1918-1921)
- Alberto (1921-1939)
- Filippo Alberto (1939-1975)
- Carlo (1975-2022)
  - Federico di Württemberg (1961-2018) erede apparente
- Guglielmo (2022-oggi)

## Linea di successione
La linea di successione a Guglielmo, duca di Württemberg, è attualmente:
| discendente da matrimonio contrario al principio di Ebenbürtigkeit e quindi non dinastico ai sensi delle leggi di successione |
| discendente da matrimonio con esponente di famiglia sovrana                                                                   |

| Ordine | Nome          | Data di nascita | Relazione         | Note                                                                              |
| ------ | ------------- | --------------- | ----------------- | --------------------------------------------------------------------------------- |
| 1      | Filippo       | 1964            | figlio di Carlo   | La madre è Diana di Francia                                                       |
| 2      | Carlo Teodoro | 1999            | figlio di Filippo | La madre è Maria Carolina di Baviera, duchessa in Baviera                         |
| 3      | Michele       | 1965            | figlio di Carlo   | La madre è Diana di Francia. Ha contratto matrimonio diseguale; senza discendenza |